# Condado de Bland
O Condado de Bland é um dos 95 condados do estado americano de Virgínia. A sede do condado é Bland, e sua maior cidade é Bland. O condado possui uma área de 929 km² (dos quais 0 km² estão cobertos por água), uma população de 6 871 habitantes, e uma densidade populacional de 7 hab/km² (segundo o censo nacional de 2000). O condado foi fundado em 1861.